# Jordan 193
Der Jordan 193 war ein Formel-1-Rennwagen, mit dem das Jordan-Team an der Formel-1-Weltmeisterschaft 1993 teilnahm.

## Beschreibung
Der 193 unterschied sich mit einer höheren Nase und einem geänderten Frontflügel optisch stark von seinen beiden Vorgängern 191 und 192. Wie die meisten anderen Autos der Saison 1993 verfügte er über zahlreiche elektronische Hilfsmittel. Eine Traktionskontrolle wurde während der gesamten Saison eingesetzt, ebenso wie das erste halbautomatische Getriebe des Teams. Dieses verursachte zahlreiche Probleme, da es häufig in einem Gang klemmte. Zu Beginn der Saison wurde die Halbautomatik deshalb mehrmals durch ein Schaltgetriebe ersetzt. Dem Auto fehlte auch die von den Spitzenteams verwendete aktive Federung. Ebenso war der Radstand zu kurz. Dies führte teilweise zu Instabilität im Heck.